# LIVE IN PROGRESS
『LIVE IN PROGRESS』（ライヴ イン プログレス）は、1995年7月21日に発売されたTHE ALFEE3枚目のライブ・アルバム。

## 概要
同年開催「"Count Down 1995 PROGRESS"」ツアーのNHKホール公演で収録された。

## 収録曲
全曲　作詞・作曲：高見沢俊彦　編曲：THE ALFEE（特記以外）

### DISC.1
1. 孤独の影
2. 殉愛
3. Time Spirit
4. THE AGES
5. 冒険者たち
6. High-Heel Resistance
7. Count Down 1999
8. 見つめていたい
9. COMPLEX BLUE -愛だけ哀しすぎて-
10. SAVED BY THE LOVE SONG

### DISC.2
1. 罪人たちの舟
作詞：高見沢俊彦・高橋研
2. 誓いの明日
3. LIBERTY BELL
4. A.D.1999
5. 幻夜祭
作詞：高見沢俊彦・高橋研
6. 哀愁は黄昏の果てに
7. トラベリング・バンド
8. ラジカル・ティーンエイジャー
9. 星空のディスタンス
作詞：高見沢俊彦・高橋研
10. JUMP '95（スタジオ音源）
編曲：THE ALFEE with 是永巧一
第50回国民体育大会(第50回ふくしま国体)のテーマソングであった原曲の「JUMP!」をアレンジしたもの。